# Real Sociedad B
Real Sociedad B is een Baskische voetbalclub uit San Sebastian. De club speelt zijn wedstrijden in het Z-7, het sportcomplex van Real Sociedad, waar het het tweede team van is.

## Geschiedenis
In 1951 wordt San Sebastián Club de Fútbol opgericht als filiaal van Real Sociedad. In 1957 debuteert de club in de Tercera División en al snel weet het promotie te bewerkstelligen naar de Segunda División als in die jaren de Segunda División B nog niet bestaat. In het seizoen 1961/62 eindigt de club zelfs als 5e maar moet het verplicht degraderen naar de Tercera División wanneer Real Sociedad uit de Primera División degradeert. Veel spelers die dan in het elftal spelen vormen 5 jaar later het basiselftal wat Real Sociedad weer terugbrengt naar de hoogste divisie.
Real Sociedad B echter speelt tot aan 1980 in de Tercera División waarna het in de Segunda División B komt te spelen tot het seizoen 1996/97. Dan volgt enkele keren degradatie en promotie tussen de Spaanse derde en vierde voetbalklasse. In het seizoen 2005/06 speelt de club nog om promotie naar de Segunda División A.
In totaal speelde de club 26 seizoenen in de Tercera División, 23 seizoenen in de Segunda División B en 2 seizoenen in de Segunda División A.
De clubnaam Real Sociedad B werd officieel aangenomen in 1992, maar door de supporters wordt het nog vaak Sanse genoemd, een populaire benaming voor clubs die uit een stad komen die San Sebastián heet. De bijnaam potrillos heeft de club gekregen doordat het sportcomplex Z-7 vlak bij het hippodroom van San Sebastián ligt. Potrillo is Spaans voor veulen.
Tijdens het seizoen 2020-2021 volgde onder leiding van coach Xabi Alonso het tot op heden meest succesvolle kampioenschap uit hun bestaan.  Na de reguliere competitie werd de ploeg kampioen van reeks 2 voor vice kampioen Athletic Bilbao, SD Amorebieta en CD Calahorra.  Deze vier ploegen konden zich plaatsen voor de eindronde.  Het waren de laatste eindrondes van de reeks, die het daaropvolgende seizoen vervangen zou worden door de Primera División RFEF. De eindronde werd in twee rondes gespeeld.  Alle wedstrijden werden gespeeld in de autonome regio Extremadura.  In de eerste ronde schakelde het filiaal van Real Sociedad op 15 mei 2021 de derde van reeks 3, FC Andorra, uit na een 2-1 overwinning na verlengingen in het Francisco de la Hera stadion te Almendralejo.  Een week later, op 22 mei werd in hetzelfde stadion de derde van reeks 4, Algeciras CF, uitgeschakeld met dezelfde cijfers na verlengingen.
Zo speelt de ploeg vanaf seizoen 2021-2022 voor het eerst in haar geschiedenis in het professioneel voetbal.  De ploeg zou op een twintigste plaats eindigen, wat niet voldoende was voor een langer verblijf.  Zo speelt de ploeg van seizoen 2022-2023 weer op het niveau van Primera Federación.

## Erelijst
- Tercera División

1959/60, 1979/80, 1998/99, 1999/00
- Segunda División B

2020/21

## Eindklasseringen
- 1992 8e
Segunda División B
- 1993 9e
Segunda División B
- 1994 7e
Segunda División B
- 1995 10e
Segunda División B
- 1996 13e
Segunda División B
- 1997 17e
Segunda División B
- 1998 3e
Tercera División
- 1999 1e
Tercera División
- 2000 1e
Tercera División
- 2001 2e
Tercera División
- 2002 17e
Segunda División B
- 2003 2e
Tercera División
- 2004 10e
Segunda División B
- 2005 5e
Segunda División B
- 2006 2e
Segunda División B
- 2007 7e
Segunda División B
- 2008 12e
Segunda División B
- 2009 18e
Segunda División B
- 2010 1e
Tercera División
- 2011 11e
Segunda División B
- 2012 12e
Segunda División B
- 2013 11e
Segunda División B
- 2014 12e
Segunda División B
- 2015 14e
Segunda División B
- 2016 7e
Segunda División B
- 2017 10e
Segunda División B
- 2018 3e
Segunda División B
- 2019 12e
Segunda División B
- 2020 5e
Segunda División B
- 2021 1e
Segunda División B
- 2022 20e
Segunda División
- 2023 5e
Primera Federación
- 2024 9e
Primera Federación
- 2025 3e
Primera Federación

- Segunda División
- Primera Federación
- Segunda División B
- Tercera Federación